# Havnespidsen
Havnespidsen (dansk) eller Hafenspitze (tysk) er en centralt beliggende plads ved enden af fjorden i Flensborg. 
Den oprindelige havnespids lå i middelalderen cirka 500 meter længere mod syd ved Angelbogaden og Sankt Hans Kirken, som var centrum for bebyggelsen i Flensborg i 1100-tallet. På grund af sedimentaflejringer blev efterhånden dele af den indre havn lavvandet, så de ikke kunne anløbes af skibe med større dybgang. De lossede i stedet varerne ved Skibbroen ved fjordens vestlige bred.
I 1854 blev en over 200 meter lang skinnebelagt træbro (Den Engelske Bro) opført ved Havnespidsen, så godsvognene fra den nærliggende engelske banegård kunne blive omladet i skibene uden mellemtrin. Efter fjernelsen af broen blev den indre havnebassin opfylt omtrent til den nuværende vandkant. Pladsen omkring havnespidsen indgår nu i byens havnepromenade.

## Galleri
- Havnespidsen i Flensborg
- Restaurant ved Havnespidsen
- Udkig fra Havnespidsen

54°47′17″N 9°26′13″Ø / 54.7881°N 9.437°Ø